# Polybiidae
Famille
Synonymes
- Liocarcininae Rathbun, 1930[1]
- Macropipinae Stephenson & Campbell, 1960[1]
- Polybiinae Ortmann, 1893[1]

Les Polybiidae sont une famille de crabes de la super-famille des Portunoidea.

## Liste des genres
Selon World Register of Marine Species (9 mars 2021) :
- genre Bathynectes Stimpson, 1871
- genre Coenophthalmus A. Milne-Edwards, 1879 [in A. Milne-Edwards, 1873-1880]
- genre Liocarcinus Stimpson, 1871
- genre Macropipus Prestandrea, 1833
- genre Necora Holthuis, 1987
- genre Polybius Leach, 1820 [in Leach, 1815-1875]

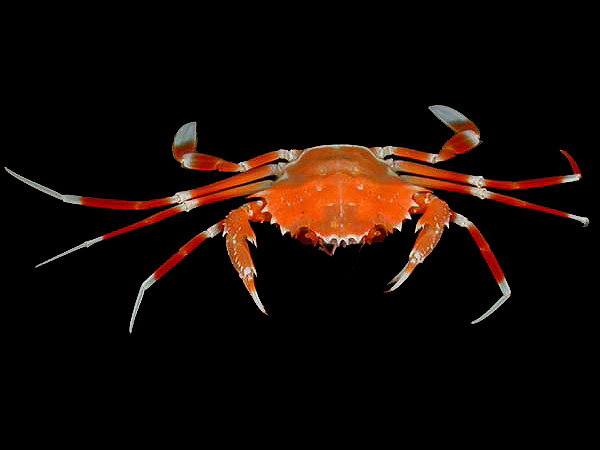
Bathynectes longispina
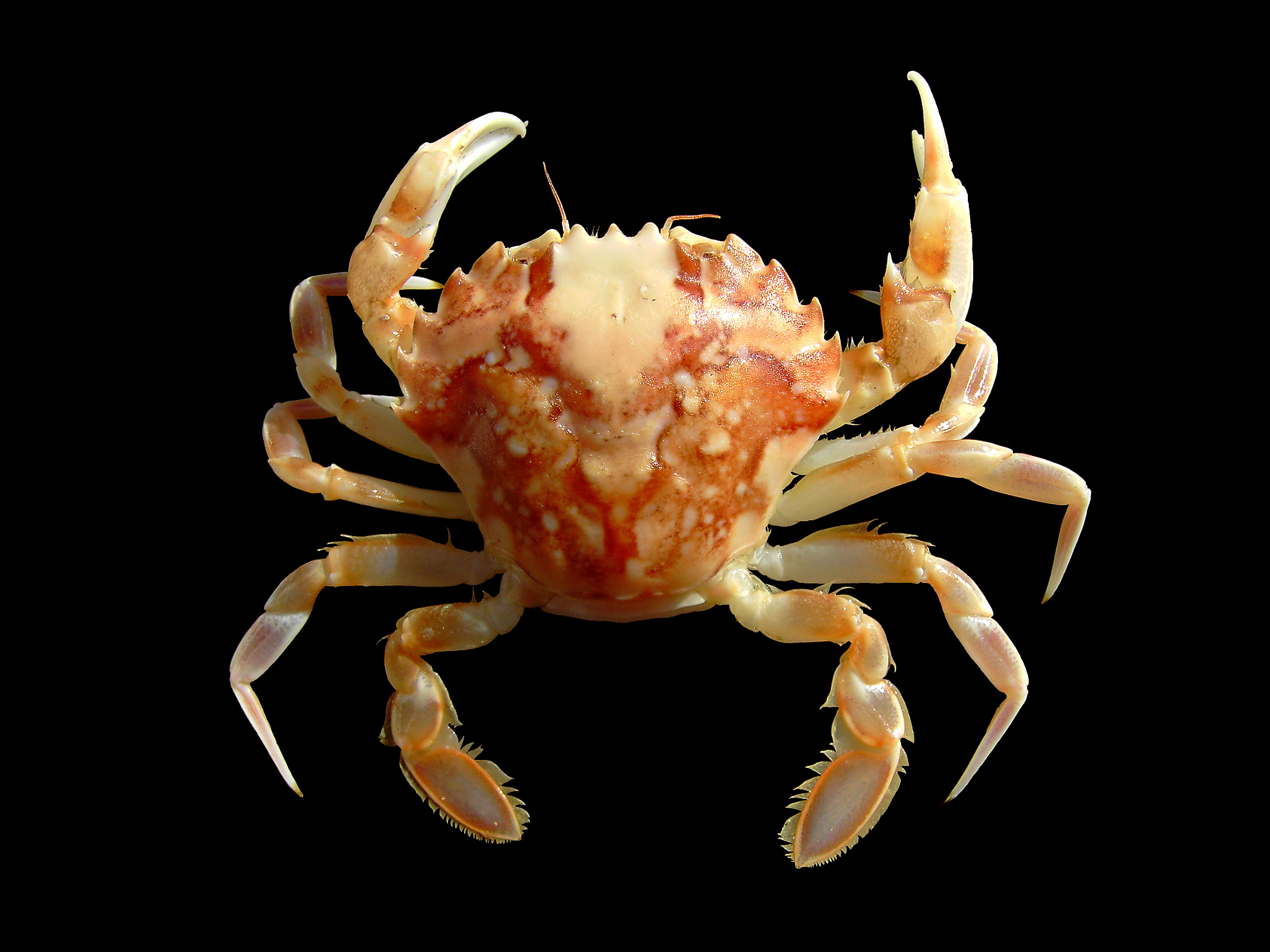
Liocarcinus marmoreus
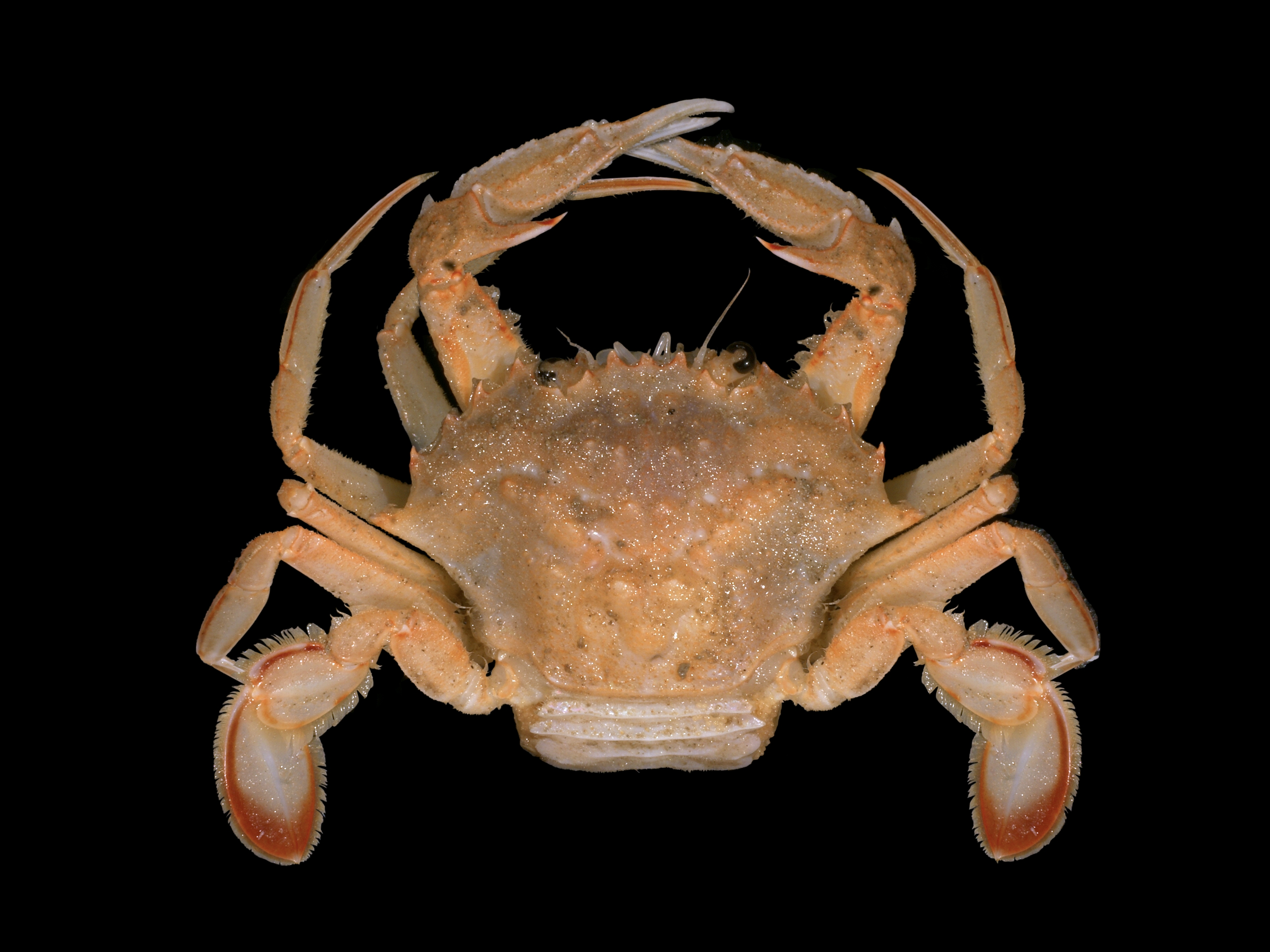
Macropipus tuberculatus
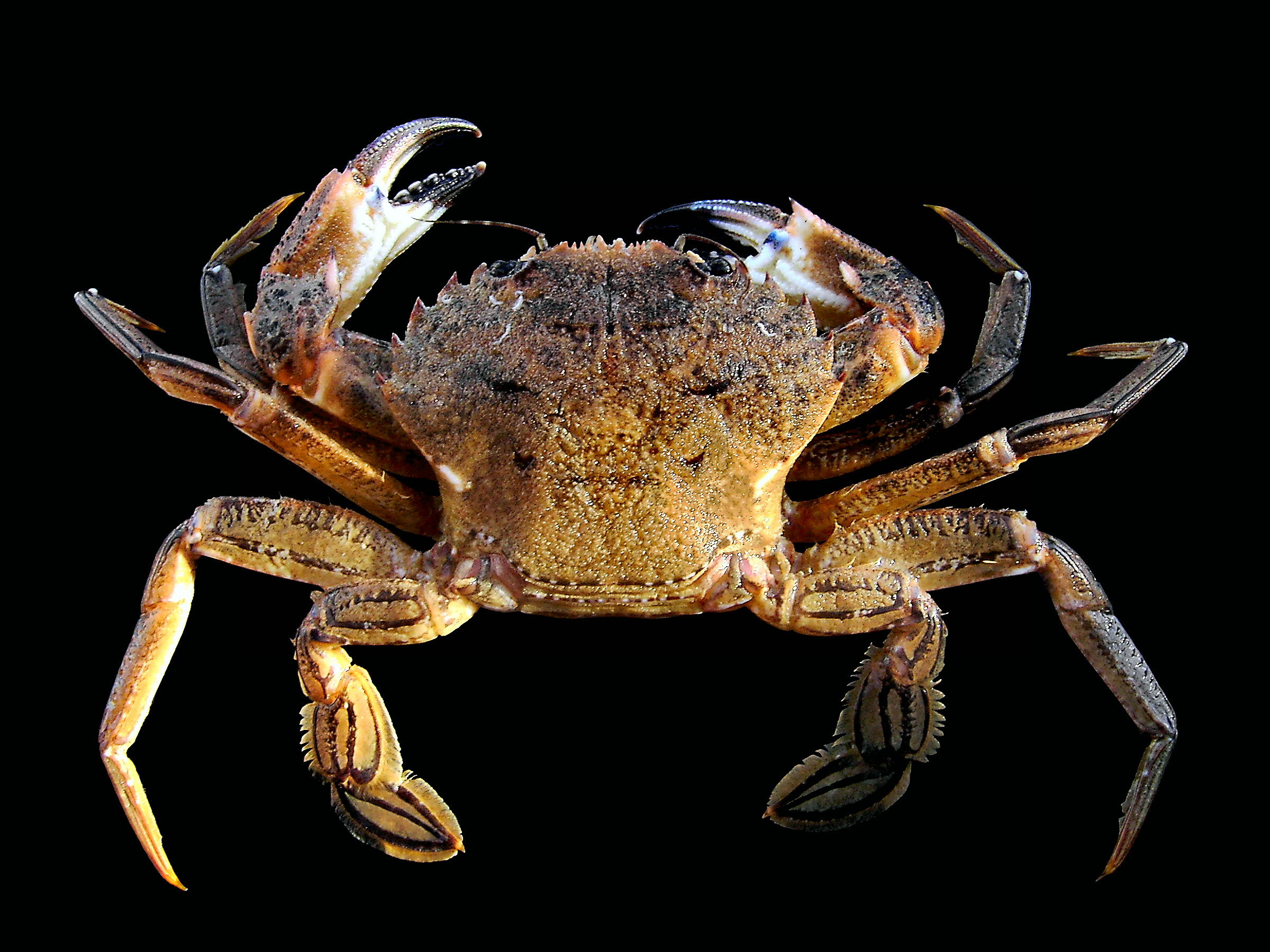
Necora puber